# Línea 92 (Buenos Aires)
La línea 92 es una línea de colectivos del Área Metropolitana de Buenos Aires. Une el Barrio Nueve de Abril, en el Partido de Esteban Echeverría, con el Hospital Ferroviario de Buenos Aires, ubicado en el barrio de Retiro.

## Recorrido
La línea 92 une Retiro con Esteban Echeverría por las siguientes calles:
- Av. Ramón Castillo
- Av. de los Inmigrantes
- Av. Ramos Mejía
- Av. del Libertador
- Av. Pueyrredón
- Dr. Luis Agote
- Av. Las Heras
- Av. Ortiz de Campo
- Cerviño
- Av. Coronel Díaz
- Av. Honduras
- Bulnes
- Guardia Vieja
- Av. Estado de Israel
- Av. Ángel Gallardo
- Av. Doctor Honorio Pueyrredón
- Dr. Juan Felipe Aranguren
- Neuquén
- Dr. Juan Felipe Araguren
- Fray Cayetano Rodríguez
- Av. Rivadavia
- Santiago de las Carreras
- Coronel Ramón Lorenzo Falcón
- Lacarra
- Av. Juan Bautista Alberdi
- Av. Bruix
- Av. Directorio
- Guaminí
- Av. Coronel Cárdenas
- Av. Eva Perón
- Av. Crovara
- Sánchez de Thomson
- Cabildo
- General San Martín
- Pedro de Mendoza
- General Pedernera
- Av. Bouglone Sur Mer
- Colectora de la Autopista Riccheri
- Ruta Provincial 4

## Accidente de Flores de 2011

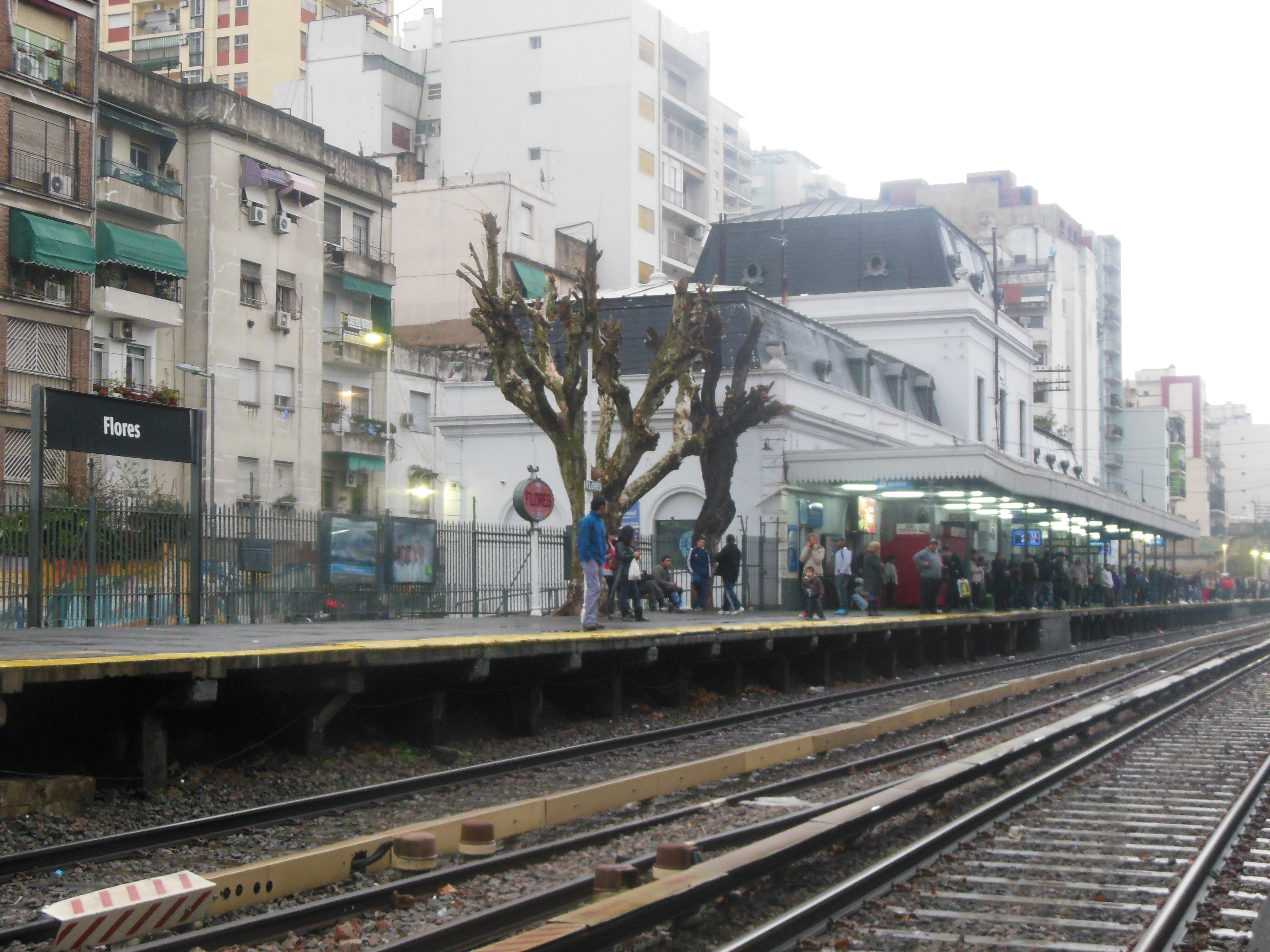
El accidente ocurrió a metros de la Estación Flores de la Línea Sarmiento.

El martes 13 de septiembre de 2011, se produjo una colisión entre una formación ferroviaria de la Línea Sarmiento que se dirigía hacia Estación Moreno y un colectivo de la Línea 92, cuando el conductor del automotor intentó cruzar el paso a nivel de la calle Artigas, en la entrada de la Estación Flores (Ciudad de Buenos Aires), con la barrera dañada y sin guarda-barrera. El choque provocó el descarrilamiento de esa formación y la posterior colisión contra otra que circulaba en sentido contrario (hacia Estación Once). Fallecieron 11 personas y 228 resultaron heridas.